# Bruno Sancho
Bruno Sancho (13 de dezembro de 1985) Foi um ciclista português profissional da equipa Banco BIC - Carmim (Clube de Ciclismo de Tavira), irmao do tambem antigo ciclista Hugo Sancho  Venceu em 2008 o Troféu RTP/Algarve em Sub-23.
A sua especialidade é Sprinter.

## Equipas
- 2014 Banco BIC - Carmim 2013 Carmin - Tavira  2012 LA Aluminios - Antarte  2011 LA - Antarte  2010 LA-Paredes Rota dos Moveis  2009 Cartaxo-Capital do Vinho
- 2009 LA-Paredes Rota dos Moveis  2008 Benfica

## Palmarés
Juniores
- 2002 1º no Circuito Nossa Senhora da Boa Viagem
- 2003 1º no Prémio Câmara Municipal de Amarante

Amador Elite Sub 23
- 2005 1º no Prémio de Ciclismo Vila Franca - Terra da Flôr
- 2006 1º no Prémio de Ciclismo Vila Franca - Terra da Flôr
- 2006 1º na etapa 1 Volta a Portugal do Futuro
- 2006 1º na etapa 4 Volta a Portugal do Futuro
- 2007 1º no Troféu E. Leclerc
- 2007 1º na etapa 1 Volta a Galicia
- 2007 1º na etapa 1 GP Vinhos da Estremadura
- 2009 1º na Prova de Abertura Equipes de Clubes
- 2009 1º na etapa 3 GP Gondomar
- 2010 1º na etapa 3 GP Gondomar
- 2011 1º na etapa 2 Volta ao Alentejo
- 2015 1º na etapa 2 Volta ao Alto Támega